# Kabinett Shehu VII

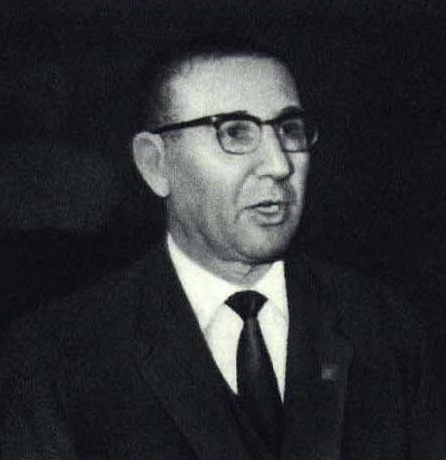
Mehmet Shehu war von 1954 bis 1981 Vorsitzender des Ministerrates der Sozialistischen Volksrepublik Albanien

Das Kabinett Shehu VII war eine Regierung der Sozialistischen Volksrepublik Albanien, die am 27. Dezember 1978 von Ministerpräsident Mehmet Shehu von der Partei der Arbeit Albaniens PPSh (Partia e Punës e Shqipërisë) gebildet wurde. Es löste das Kabinett Shehu VI ab und blieb bis zum Tode Shehus am 18. Dezember 1981 im Amt, woraufhin der bisherige Erste Stellvertretende Vorsitzende des Ministerrates Adil Çarçani das Amt des Regierungschefs zunächst vorübergehend übernahm. Am 15. Januar 1982 kam es nach dem vermeintlichen Selbstmord von Mehmet Shehu zur Bildung des Kabinett Çarçani I.
Die Regierungsumbildung folgte auf die Parlamentswahlen vom 12. November 1978. Sie blieb gegenüber der Vorgängerregierung mit zahlreichen Ministerwechseln unverändert. Am 26. April 1980 gab es eine Umbildung auf mehreren wichtigen Posten: 
- Der langjährige Innenminister Kadri Hazbiu übernahm im April 1980 das Verteidigungsministerium, das von Shehu lange selber geleitet wurde.
- Das Innenministerium ging an Feçor Shehu, ein Neffe von Mehmet Shehu.
- Neuer Minister für Industrie und Bergbau wurde Prokop Murra anstelle von Xhafer Spahiu.
- Im Ministerium für Leicht- und Nahrungsmittelindustrie wurde Kristaq Dollaku durch Esma Ulqinaku ersetzt.

Im Jui 1980 wurde ein Ministerium für kommunale Wirtschaft unter Rrapo Dervishi ergänzt. 
Ein Jahr nach seinem Tod wurde Mehmet Shehu von Enver Hoxha als langjähriger Agent mehrerer ausländischer Geheimdienste angeprangert. Harte Kritik hatte Hoxha schon kurz zuvor in der Parteiführung geäußert. Bis heute wird die offizielle Version des Selbstmordes in Frage gestellt, konnte aber nicht widerlegt werden.
| Amt                                                     | Amtsinhaber                   | Beginn der Amtszeit              | Ende der Amtszeit              |
| ------------------------------------------------------- | ----------------------------- | -------------------------------- | ------------------------------ |
| Vorsitzender des Ministerrates                          | Mehmet Shehu                  | 27. Dezember 1978                | 18. Dezember 1981              |
| Erster Stellvertretender Vorsitzender des Ministerrates | Adil Çarçani                  | 27. Dezember 1978                | 14. Januar 1982                |
| Stellvertretender Vorsitzender des Ministerrates        | Pali Miska                    | 27. Dezember 1978                | 14. Januar 1982                |
| Stellvertretender Vorsitzender des Ministerrates        | Petro Dode                    | 27. Dezember 1978                | 14. Januar 1982                |
| Stellvertretender Vorsitzender des Ministerrates        | Manush Myftiu                 | 27. Dezember 1978                | 14. Januar 1982                |
| Stellvertretender Vorsitzender des Ministerrates        | Qirjako Mihali                | 27. Dezember 1978                | 14. Januar 1982                |
| Vorsitzender der Staatlichen Planungskommission         | Petro Dode                    | 27. Dezember 1978                | 14. Januar 1982                |
| Verteidigungsminister                                   | Mehmet Shehu Kadri Hazbiu     | 27. Dezember 1978 26. April 1980 | 26. April 1980 14. Januar 1982 |
| Innenminister                                           | Kadri Hazbiu Feçor Shehu      | 27. Dezember 1978 26. April 1980 | 26. April 1980 14. Januar 1982 |
| Außenminister                                           | Nesti Nase                    | 27. Dezember 1978                | 14. Januar 1982                |
| Minister für Industrie und Bergbau                      | Xhafer Spahiu Prokop Murra    | 27. Dezember 1978 26. April 1980 | 26. April 1980 14. Januar 1982 |
| Minister für Leicht- und Nahrungsmittelindustrie        | Kristaq Dollaku Esma Ulqinaku | 27. Dezember 1978 26. April 1980 | 26. April 1980 14. Januar 1982 |
| Landwirtschaftsministerin                               | Themie Thomai                 | 27. Dezember 1978                | 14. Januar 1982                |
| Ministerin für Bildung und Kultur                       | Tefta Cami                    | 27. Dezember 1978                | 14. Januar 1982                |
| Bauminister                                             | Rahman Hanku                  | 27. Dezember 1978                | 14. Januar 1982                |
| Binnenhandelsminister                                   | Viktor Nushi                  | 27. Dezember 1978                | 14. Januar 1982                |
| Außenhandelsminister                                    | Nedin Hoxha                   | 27. Dezember 1978                | 14. Januar 1982                |
| Kommunikationsminister                                  | Luan Babameto                 | 27. Dezember 1978                | 14. Januar 1982                |
| Finanzminister                                          | Haki Toska                    | 27. Dezember 1978                | 14. Januar 1982                |
| Gesundheitsminister                                     | Llambi Ziçishti               | 27. Dezember 1978                | 14. Januar 1982                |
| Minister für kommunale Wirtschaft                       | Rrapo Dervishi                | 28. Juni 1980                    | 14. Januar 1982                |
| Generalsekretär des Ministerrates                       | Kiço Kasapi                   | 27. Dezember 1978                | 14. Januar 1982                |